# Król szamanów
Król szamanów (jap. シャーマンキング Shāman kingu; ang. Shaman King) – manga autorstwa Hiroyuki Takei oraz anime na jej podstawie (2001–2002) i reboot tegoż (2021–2022).

## Fabuła
Fabuła Króla Szamanów opiera się na walce o koronę tytułowego króla. W organizowanym co pięćset lat Turnieju Szamanów zmagają się wojownicy z całego świata. Nie są oni jednak zwykłymi ludźmi – są szamanami, czyli, jak tłumaczy główny bohater, „ogniwem z zaświatami”. Posiadają niezwykłe moce, które uaktywniają się szczególnie wtedy, gdy łączą się oni ze swoim Duchem Stróżem, pozostając z nim w kontroli ducha.
Głównym bohaterem zarówno mangi, jak i anime, jest trzynastoletni Yoh Asakura, potomek szanowanego w świecie szamanów rodu. Od zawsze był szkolony przez dziadka, wybitnego mistrza, Yohmei, aby kiedyś stanąć do walki o tron króla szamanów. W końcu Turniej zostaje ogłoszony, a Yoh stacza kolejne walki ze swoimi przeciwnikami, zdobywając zgraną paczkę przyjaciół. W trakcie trwania kolejnej rundy, Asakura dowiaduje się o kolejnych tajemnicach swojej rodziny. Jedna z nich, najważniejsza, zaważy na jego losie. Okazuje się, że jego prawdziwym przeznaczeniem jest pokonanie złowrogiego Hao, zagrażającego światu śmiertelników.

## Bohaterowie
- Yō Asakura (jap. 麻倉　葉 Asakura Yō)

Seiyū: Yūko Satō (2001), Yōko Hikasa (2021) 
- Anna Kyōyama (jap. 恐山　アンナ Kyōyama Anna)

Seiyū: Megumi Hayashibara 
- Manta Oyamada (jap. 小山田　まん太 Oyamada Manta)

Seiyū: Inuko Inuyama 
- Amidamaru (jap. 阿弥陀丸)

Seiyū: Katsuyuki Konishi 
- Ren Tao (jap. 道　蓮 Tao Ren)

Seiyū: Romi Paku 
- Bason (jap. 馬　孫)

Seiyū: Shinpachi Tsuji (2001), Kōsuke Takaguchi (2021) 
- Bokutō no Ryū (jap. 木刀の竜) także Ryūnosuke Umemiya (jap. 梅宮 竜之介 Umemiya Ryūnosuke)

Seiyū: Masahiko Tanaka 
- Tokagerō (jap. 蜥蜴郎)

Seiyū: Wataru Takagi 
- Horohoro (jap. ホロホロ)

Seiyū: Yūji Ueda 
- Hao (jap. 葉　王)

Seiyū: Minami Takayama 
- Tamao Tamamura (jap. 玉村たまお Tamamura Tamao)

Seiyū: Nana Mizuki 
- Mikihisa Asakura (jap. 麻倉　幹久 Asakura Mikihisa)

Seiyū: Ken’yū Horiuchi 
- Faust VIII (jap. ファウストⅧ世 Fausuto Hassei)

Seiyū: Takehito Koyasu 
- Lyserg Diethel (jap. リゼルグ　ダイゼル Rizerugu Daizeru)

Seiyū: Yōko Sōmi 
- Chocolove (jap. チョコラブ Chokorabu)

Seiyū: Motoko Kumai 
- Iron Maiden Jeanne (jap. アイアンメイデンジャンヌ)

Seiyū: Yui Horie 
- Marco (jap. マルコ)

Seiyū: Akimitsu Takase (2001), Yūichi Nakamura (2021) 
- Silva (jap. シルバ)

Seiyū: Hikaru Midorikawa 
- Jun Tao (jap. 道　潤 Tao Jun)

Seiyū: Michiko Neya 
- Lee Pailong (jap. 李白竜)

Seiyū: Nobutoshi Hayashi (2001), Tooru Sakurai (2021) 
- Sharona (jap. シャローナ)

Seiyū: Rumi Ochiai 
- Ellie (jap. エリー)

Seiyū: Makoto Tsumura 
- Millie (jap. ミリー)

Seiyū: Miyako Itō 
- Kororo (jap. コロロ)

Seiyū: Megumi Nakajima (2021) 
- Ponchi i Conchi (jap. ポンチ & コンチ Ponchi & Konchi)

Seiyū: Takumu Miyazono (2021)  (Ponchi) oraz Seiyū: Noriaki Kanze (2021)  (Konchi)
- Mosuke (jap. 喪助)

Seiyū: Masakazu Morita (2021) 
- Pirika (jap. ピリカ)

Seiyū: Rina Hidaka (2021) 

## Manga
Król szamanów, którego autorem jest Hiroyuki Takei, ukazywał się w czasopiśmie „Shūkan Shōnen Jump” wydawnictwa Shūeisha od 1998 roku. Kolejne rozdziały były publikowane w formacie tomikowym od 3 grudnia 1998 roku do 4 października 2004 roku (tom 31). Wydawanie mangi zostało gwałtownie zakończone w 2004 roku, a zapowiadany na grudzień 2004 roku ostatni (finałowy), 32. tomik nie ukazał się zgodnie z planem. Wydawca oświadczył, że wyda tom 32 tylko jeżeli otrzyma dowody na to, że chęć zakupu tomiku wyraziło co najmniej 50 tysięcy ludzi. Ostatecznie tom ten ukazał się 5 stycznia 2005. Ta wersja mangi kończy się epilogiem zatytułowanym Funbari no uta (jap. ふんばりの詩), którego akcja rozgrywa się już po turnieju szamanów. To wydanie nie zawiera jednak prawdziwego zakończenia.
W lutym 2008 roku Shūeisha ogłosiła rozkład wydawniczy dla nowej, „kompletnej” edycji mangi (Shaman King kanzenban (jap. シャーマンキング　完全版)): tomy ukazywały się od 4 marca w częstotliwości po dwa miesięcznie. Edycja ta składa się z 27 tomów. 2 marca 2009 roku oficjalna strona poświęcona tej edycji mangi zaczęła darmowe publikowanie rozdziałów stanowiących nowe, „prawdziwe” zakończenie mangi. Zostały one następnie zawarte w fizycznym przedruku tej edycji mangi w 2009 roku.
W grudniu 2017 roku za pośrednictwem magazynu „Shōnen Magazine Edge” wydawnictwo Kōdansha podało do wiadomości, że stało się właścicielem praw wydawniczych do mangi Król szamanów na terenie Japonii, Europy i Stanów Zjednoczonych. Wydawnictwo to ogłosiło, że zamierza wydać mangę w formie jedenastu tomów zbiorowych w formacie 3w1 w latach 2021-2022.

### Spin-offy
W czasopiśmie „Jump X” wydawnictwa Shūeisha Takei od listopada 2011 opublikował także serię krótkich opowieści zatytułowanych Shaman King: Zero (jap. シャーマンキング0 -zero-). Pierwszy rozdział ukazał się w tym magazynie 10 listopada 2011. W czerwcu 2014 roku ogłoszono, że zdecydowano o zaprzestaniu wydawania tego czasopisma wraz z numerem wydanym 10 października 2014 roku.
Takei jest również autorem sequela, zatytułowanego Shaman King: Flowers (jap. シャーマンキング -フラワーズ-), który ukazywał się w „Jump X” w latach 2012-2014. Jego wydawanie ogłoszono w listopadzie 2011 roku, a pierwszy rozdział ukazał się w kwietniu 2012 roku. Ostatni rozdział tego komiksu okazał się 10 października 2014, w ostatnim numerze czasopisma „Jump X”. Sequel ten opowiada historię Hany Asakury, syna Yō Asakury, głównego protagonisty głównej serii.
Hiroyuki Takei jest także twórcą spin-offu, zatytułowanego Shaman King: Super Star (jap. シャーマンキングスーパースター). Jego powstawanie ogłoszone 1 stycznia 2018 roku za pośrednictwem nowo-utworzonej strony internetowej. Kolejne rozdziały ukazywały się w czasopiśmie „Shōnen Magazine Edge”. 17 kwietnia 2018 roku wydano prolog do tego spin-offu składający się z trzech rozdziałów, a od 17 maja rozpoczęto główną oś opowieści. W styczniowym numerze czasopisma w 2019 roku ogłoszono trzymiesięczną przerwę w wydawaniu mangi ze względu na problemy zdrowotne autora. Jednakże manga nie powróciła do czasopisma zgodnie z planem; w majowym numerze (wydanym 17 kwietnia) ogłoszono, że przerwa potrwa jeszcze dwa kolejne miesiące i powróci 17 czerwca 2019. W grudniu 2019 roku wydanie trzeciego tomiku tej mangi ujawniło, że manga zbliża się do finału.
Czwartym spin-offem serii jest Shaman King: Red Crimson (jap. シャーマンキングレッドクリムゾン), którego autorem scenariusza jest Hiroyuki Takei, natomiast rysunki wykonuje Jet Kusamura. Kolejne rozdziały ukazywały się w „Shōnen Magazine Edge” od czerwca 2018 do 17 stycznia 2020.
Wydawnictwo Kōdansha ogłosiło w lipcu 2020 roku, że w sierpniu tego roku udostępni w sprzedaży cyfrowej cztery spin-offy Króla szamanów: Shaman King: Zero, Shaman King: Flowers, Shaman King: Super Star oraz Shaman King: Red Crimson. Ostatecznie ich publikacja została przeniesiona na październik 2020; spin-offy dostępne są za pośrednictwem platformy Comixology.

## Anime

### Pierwsza adaptacja
Na podstawie mangi stworzono serię anime, wyprodukowaną przez studio XEBEC. Reżyserem serii został Seiji Mizushima, za kompozycję serii odpowiadał Katsuhiko Koide, projekty postaci przygotował Akio Takami; muzykę do serii skomponował Toshiyuki Ōmori. Seria składa się z 64 odcinków, które wyemitowano od 4 lipca 2001 do 25 września 2002 roku na kanale TV Tokyo.
Przetłumaczona i ocenzurowana wersja mangi trafiła do USA, zaś wraz z za nią również przystosowane dla młodszych odbiorców anime nadawane na falach stacji 4Kids TV od 2003. Do kanadyjskiej publiczności kreskówka trafiła staraniem telewizji YTV. Z kolei brytyjska i brazylijska młodzież mogła oglądać Króla szamanów na lokalnych kanałach Jetix. W lutym 2006 również malezyjska stacja Ntv7 rozpoczęła emisję anime. W Polsce serial można było oglądać na kanale Jetix (tłumaczony z wersji brytyjskiej), a następnie na kanale Disney XD. Samo anime różni się od mangi na podstawie której powstało. Pierwsza seria jest wprawdzie wierną adaptacją oryginału, lecz już pod jej koniec zmiany stają się widoczne. Należy mieć na uwadze, iż zachodnie wersje anime różnią się bardziej od pierwowzoru ze względu na przystosowanie kulturowe i wiekowe opowieści. Amerykańska wersja jest często krytykowana za nieprawidłowy dobór aktorów głosowych, z kolei polskie tłumaczenie niejednokrotnie wprowadza błędy tłumaczeń terminów japońskich przetłumaczonych uprzednio na angielski.
W Polsce emitowany był na kanałach:
- Polsat – od 23 października 2005 roku do 19 listopada 2006 roku,
- Jetix – od 7 listopada 2005 roku (I seria),
- Jetix – od 6 marca 2006 roku (II seria),
- TV4 – od 10 kwietnia 2007 do 2 sierpnia 2007.
- Serial wrócił do Jetix 3 marca 2008 roku.
- Serial wrócił do Disney XD 19 września 2009 roku.

#### Ścieżka dźwiękowa
| Odcinki        | Tytuł                          | Wykonawcy          | Źródło       |
| Czołówka       | Czołówka                       | Czołówka           | Czołówka     |
| -------------- | ------------------------------ | ------------------ | ------------ |
| 1-34           | „Over Soul”                    | Megumi Hayashibara | [ 24 ]       |
| 35-64          | „Northern lights”              | Megumi Hayashibara | [ 1 ] [ 24 ] |
| Napisy końcowe |                                |                    |              |
| 1-34           | „trust you”                    | Megumi Hayashibara | [ 24 ]       |
| 35-63          | „Omokage” (jap. おもかげ)      | Megumi Hayashibara | [ 1 ] [ 24 ] |
| 64             | „Tamashii” (jap. 魂魄たましい) | Yūko Satō          | [ 24 ]       |
| Inne utwory    |                                |                    |              |
| b/d            | „brave heart”                  | Megumi Hayashibara | [ 24 ]       |

29 sierpnia 2001 utwory „Over Soul” oraz „trust you” zostały wydane razem w formie singla CD. 29 grudnia 2001 utwór „brave heart” również został wydany w formie singla CD. Utwory „Omokage” oraz „Northern lights” zostały wydane razem 27 marca 2002 w formie singla CD.

### Druga adaptacja
11 czerwca 2020 roku za pośrednictwem oficjalnej strony Hiroyukiego Takei ogłoszono powstawanie nowej adaptacji mangi, której premiera została zaplanowana na kwiecień 2021 roku. Adaptacja ta zekranizuje całą „kompletną” wersję mangi.
Produkcją serii zajęło się studio Bridge, reżyserem został Joji Furuta, za scenariusze odpowiada Shoji Yonemura, za projekt postaci Satohiko Sano, a muzykę skomponował Yuki Hayashi. Anime będzie mieć swoją premierę 1 kwietnia 2021 na TV Tokyo, a następnie będzie wyświetlane na TV Osaka, TV Aichi, TV Setouchi, TV Hokkaido, TVQ Broadcasting Kyushu oraz BS TV Tokyo.

#### Ścieżka dźwiękowa
| Odcinki        | Tytuł                                      | Wykonawcy          | Źródło        |
| Czołówka       | Czołówka                                   | Czołówka           | Czołówka      |
| -------------- | ------------------------------------------ | ------------------ | ------------- |
| 1-?            | „Soul salvation”                           | Megumi Hayashibara | [ 29 ] [ 30 ] |
| ?              | „Get up! Shout!”                           | Nana Mizuki        | [ 31 ] [ 32 ] |
| Napisy końcowe |                                            |                    |               |
| 1-?            | „#Boku no yubisaki” (jap. #ボクノユビサキ) | Megumi Hayashibara | [ 29 ] [ 30 ] |
| ?              | „Adieu”                                    | Yui Horie          | [ 33 ] [ 34 ] |
| ?              | „Hazuki” (jap. ハヅキ)                     | saji               | [ 35 ] [ 36 ] |

14 kwietnia 2021 utwory „Soul salvation” oraz „#Boku no yubisaki” zostały wydane razem w formie singla CD.